# Олійник Олександр Володимирович
Олександр Володимирович Олійник — солдат Збройних сил України, учасник російсько-української війни, що загинув у ході російського вторгнення в Україну в 2022 році.

## Життєпис
Олександр Олійник народився 17 вересня 1985 року в м. Лисичанську Луганської області. У 2000 році закінчив школу в рідному місті та вступив до хімічного технікуму, який закінчив у 2003 році. Працював на підприємстві та заочно навчався в Луганському університеті. У 2017 році Олександр навчався у Національній поліцейській академії, а потім працював у поліції. У 2019 році підписав контракт на військову службу в лавах Збройних сил України. З початком повномасштабного російського вторгнення в Україну був мобілізований та перебував на передовій. Загинув 9 березня 2022 року внаслідок артилерійського обстрілу під час виконання завдання поблизу міста Ізюма. Чин прощання із загиблим відбувся 26 листопада 2022 року в місті Чоп на Закарптатті. Поховали Олександра Олійника на міському кладовищі.

## Родина
У загиблого залишилися дружина та доньки, батьки та брат.

## Нагороди
- орден «За мужність» III ступеня (2022, посмертно) — за особисту мужність і самовіддані дії, виявлені у захисті державного суверенітету та територіальної цілісності України, вірність військовій присязі.